# Zemědělství v Česku
Zemědělství v České republice je v současnosti chápáno jako jedno z kulturních i průmyslových odvětví. Díky přírodním podmínkám řada podniků i jednotlivců hospodaří vhodným kombinováním živočišné a rostlinné výroby, najdou se však i hospodáři specializující se výhradně na produkci rostlinnou.

## Socialistické zemědělství 1948–1990
Během kolektivizace došlo k likvidaci zemědělských závodů individuálně hospodařících rolníků, zahrnující závody v soukromém vlastnictví nebo v soukromém obhospodařování (tržní hospodářství rolníků, osobní pomocná hospodářství dělníků, úředníků, řemeslníků a živnostníků a slovenské urbariáty a komposesoráty). Urbariáty a komposesoráty tvořily zvláštní formu spoluvlastnictví půdy, udržující se ještě v 60. letech místy na Slovensku. Jednalo se o společné majetky bývalých členů urbariátů, komposesorátů a jiných pastevních a lesních společností, které byly nedělitelným spoluvlastnictvím podílníků (členů) těchto společností a při zakládání JZD (JRD) přecházely do vlastnictví JZD (kromě lesů, které obvykle převzal stát).

### Zemědělské závody státního sektoru
Státní sektor zahrnoval zemědělské závody, které byly ve vlastnictví státu: státní statky, ostatní statky ministerstev (dokrmny ministerstva potravinářského průmyslu a výkupu zemědělských výrobků, statky ministerstva potravinářského průmyslu a výkupu zemědělských výrobků jako např. zemědělské podniky cukrovarů, lihovarů, konzerváren atd., statky ministerstva paliv, ostatní statky ministerstva zemědělství a lesního hospodářství, výzkumné zemědělské závody, školní statky, státní ústav pro chov koní, státní plemenářské stanice, státní rybářství, zemědělské závody Čs. akademie zemědělských věd, statek v Lánech při Kanceláři prezidenta republiky, vojenské statky a jiné) a ostatní veřejné závody (zemědělské závody národních výborů, národních podniků, místního hospodářství aj.). U státních statků bylo zemědělským závodem oddělení statku (hospodářství).

### Zemědělské závody družstevního sektoru
Skupina zemědělských závodů družstevního sektoru zahrnovala závody v kolektivním vlastnictví a s kolektivním hospodařením, kam patřila JZD se společným hospodařením (III. a IV. typu) a u JZD II. typu pozemky se společnou dodávkou. Záhumenky platily za osobní doplňková hospodářství členů JZD.

## Základní charakteristiky zemědělského sektoru

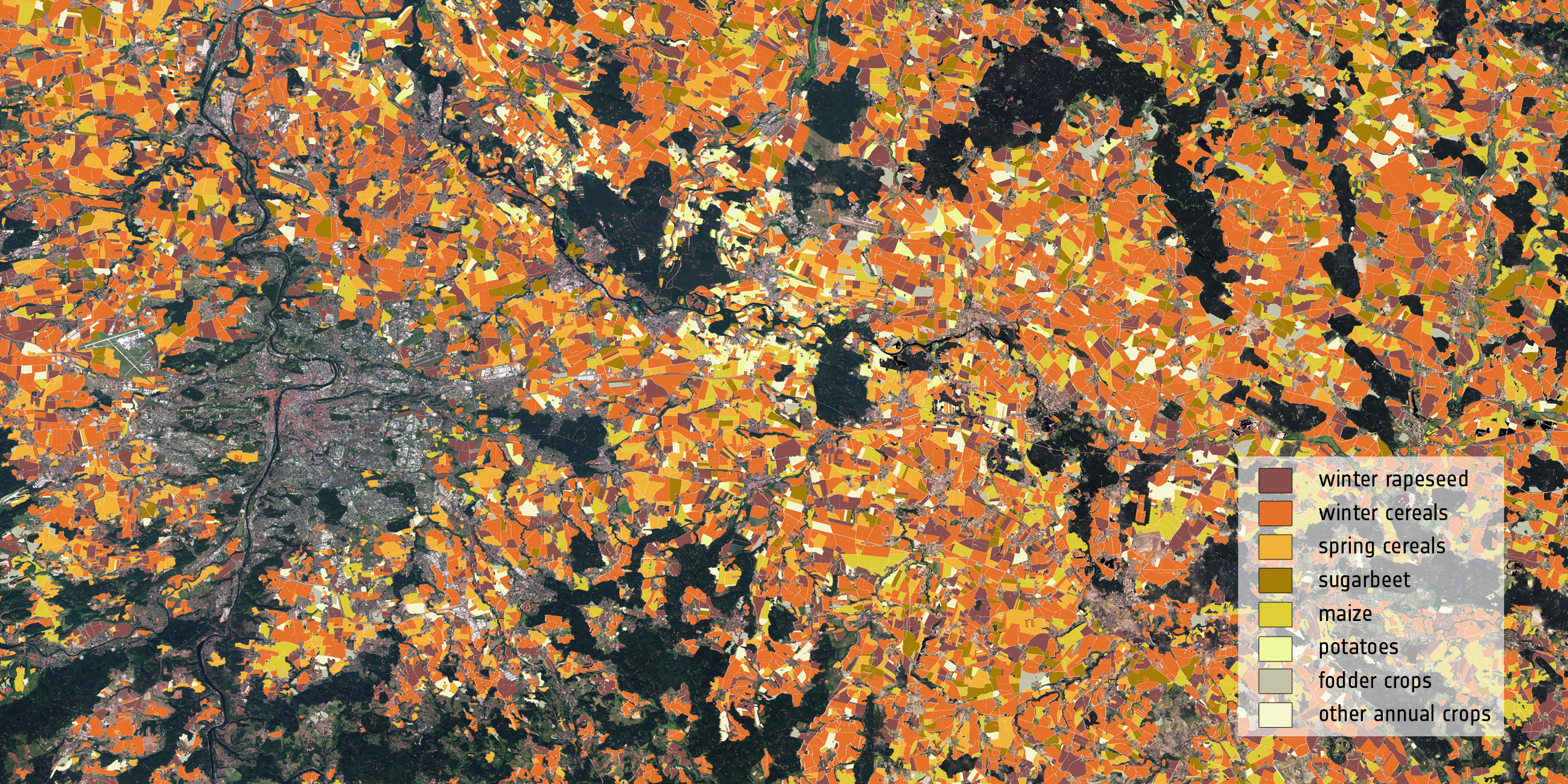
Mozaika středočeské zemědělské krajiny (barevně jsou rozlišeny různé plodiny)

Zemědělci k roku 2016 hospodařili na 4 264 tisíc hektarů zemědělské půdy, což představovalo 54 procent celkové rozlohy státu. Na jednoho obyvatele České republiky připadlo 0,42 hektaru zemědělské půdy, z toho 0,30 ha půdy orné, což odpovídá evropskému průměru. Třetinu půdního fondu tvoří lesy.
Od roku 1995 ubývá zemědělské půdy, k roku 2016 asi 15 tisíc hektarů, oproti tomu výměra lesů vzrostla o 16 tisíc hektarů. Podobně klesá výměra orné půdy na úkor trvalých travních porostů, tedy lučin a pastvin. Těch v uvedeném období přibylo 71 tisíc hektarů.
Typické pro ČR je vysoké procento zemědělských podniků vlastněných právnickými osobami, po Francii (29,2 %) je Česko v tomto ohledu s 13,5 % na druhém místě v EU. Typický pro české zemědělství je rovněž velký podíl pronajaté půdy (asi 90 %). Také velikostní struktura zemědělských podniků v ČR se výrazně liší od struktury podniků v ostatních zemích Evropské unie. Velké podniky, tedy ty s více než 50 hektary obdělávané zemědělské půdy, v ČR obhospodařují 92,2 % z celkové výměry zemědělské půdy. Ve zbytku EU jsou obvyklejší menší podniky. Důvodem je mj. česká tradice družstevnictví.
K roku 2004 pracovalo v zemědělství 141 000 osob, ve struktuře zaměstnanosti to představovalo 2,9 % pracovníků v ČR. Typické je, že počet pracovníků v zemědělství od 90. let trvale klesá.

## Rajonizace zemědělské výroby v ČR
Historie rajonizace zemědělské výroby sahá do dob Rakouska-Uherska, kdy se začíná v říši hodnotit kvalita půd. K prvnímu vytyčení a uzákonění zemědělských výrobních oblastí (dále ZVO), ještě na území tehdejšího Československa došlo v roce 1959.
Rozdělení bylo důležité i pro výpočet zemědělské daně. Následně v 70. letech se zmapováním a podrobným popsáním půdního fondu v Československu a se změnami v organizaci zemědělství a přidružených odvětví po roce 1989 došlo k vytyčení nových zemědělských výrobních oblastí v roce 1966. Tyto oblasti zahrnují stanovištní agroekologické a ekonomické charakteristiky (půdně klimatické podmínky). Je jich 5 a dělí se na 21 podoblastí.
Každá výrobní oblast se označuje velkým písmenem a je udána typem. Jedná se o ZVO kukuřičnou (K), typ kukuřično-řepařsko-obilnářský dělící se na pět podoblastí a zabírající asi 6,7 % zemědělské půdy ČR. Dále je to ZVO řepařská (Ř), typ řepařsko-obilnářský dělící se na pět podoblastí a zabírající asi 24,3 % zemědělské půdy ČR; ZVO obilnářská (O), typ obilnářsko-krmivářský dělící se na čtyři podoblasti zaujímající 40,5 % zemědělské půdy ČR; ZVO bramborářská (B), typ bramborářsko-obilnářský dělící se také na čtyři podoblasti o celkové výměře 18,5 % z celkové výměry zemědělské půdy v ČR a nakonec ZVO pícninářská (P), typ pícninářský s rozhodujícím zaměřením na chov skotu dělící se na tři podoblasti a zaujímající asi 10 % výměry zemědělské půdy České republiky.

## Rozdělení zemědělství v ČR
- Rostlinná výroba:

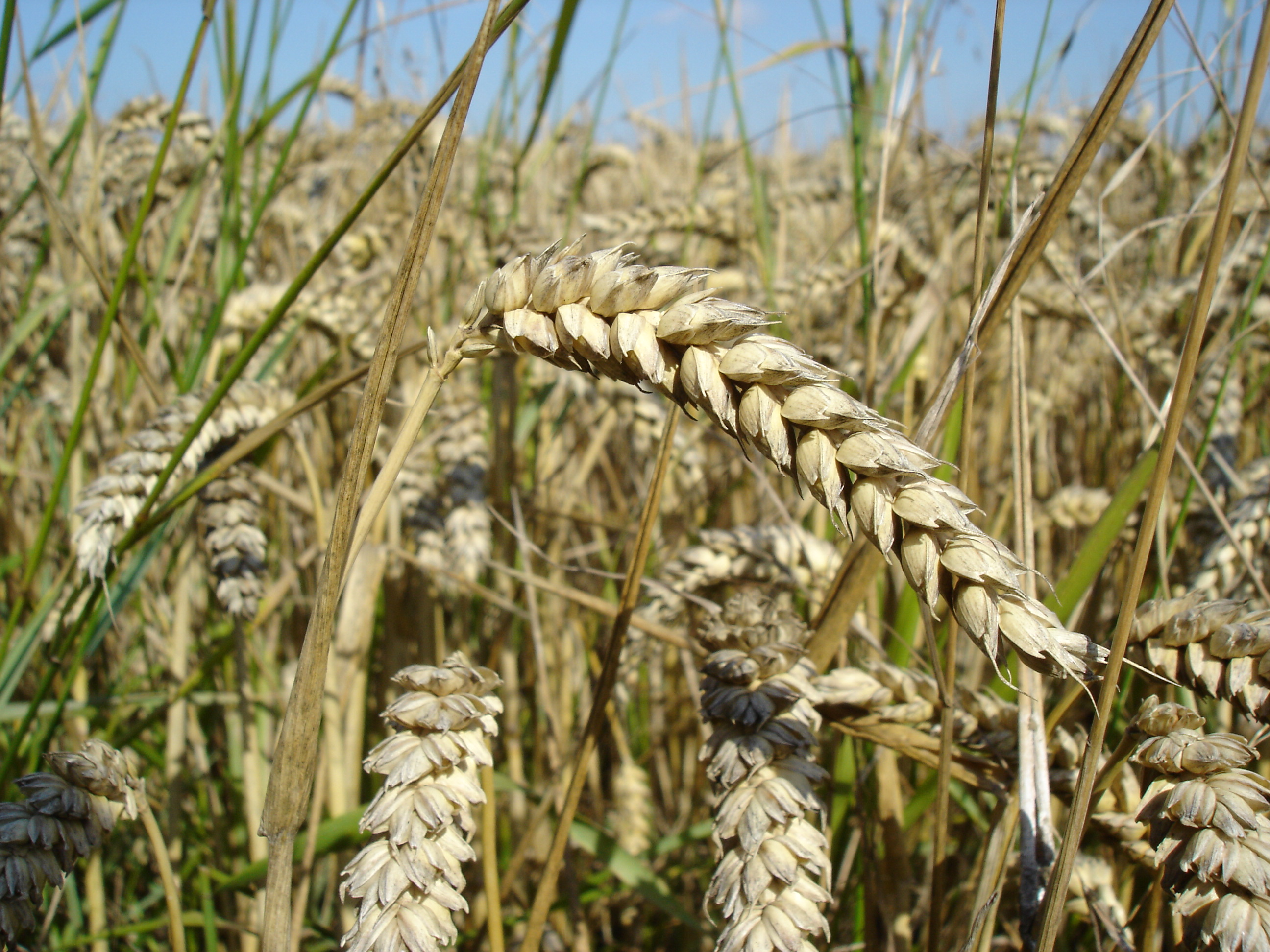
Pšenice

1. obiloviny (pšenice, žito, oves, ječmen, proso, pohanka  i kukuřice)
2. okopaniny (brambory, cukrová řepa, krmá řepa)
3. olejniny (řepka olejka, mák, slunečnice)
4. ovoce (jablka, hrušky, třešně, švestky a další)
5. zelenina (okurky, cibule, česnek, salát a mnoho dalších)
6. luskoviny (hrách, fazole, čočka, bob koňský)
7. přadné rostliny (len, konopí)
8. chmel a vinná réva
9. krmiva (vojtěška, jetel, traviny)

- Živočišná výroba:

1. skot (pro mléko a maso)
2. prasata (pro maso a sádlo)
3. drůbež (pro maso a vejce)

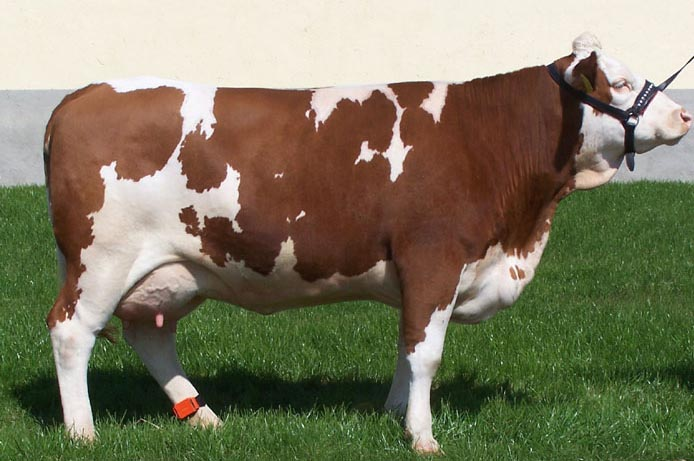
Plemeno český strakatý skot

4. ovce a kozy (pro mléko, maso a vlnu)
5. ryby (maso) spíše jen sezónní
6. včely (pro med a včelí vosk)

## Zemědělství ČR v číslech
| Druh rostlinné výroby                | Plocha v celé ČR |
| ------------------------------------ | ---------------- |
| Obhospodařovaná zemědělská půda 2017 | 3 887 027 ha -   |
| Obiloviny                            | 1 454 435 ha     |
| Olejniny                             | 470 819 ha       |
| Cukrovka                             | 61 161 ha        |
| Brambory                             | 23 652 ha        |
| Ovoce                                | 22 776 ha        |
| Vinné hrozny                         | 15 667 ha        |
| Chmel                                | 4 366 ha         |
| Trvalé travní porosty                | 959 131 ha       |

| Druh živočišné výroby | Kusy v celé ČR 2008 |
| --------------------- | ------------------- |
| Skot                  | 3 666 669           |
| Prasata               | 2 135 000           |
| Drůbež                | 24 285 000          |